# La Soupe à la grimace
Pour plus de détails, voir Fiche technique et Distribution.
La Soupe à la grimace est un film français réalisé par Jean Sacha et sorti en 1954.

## Synopsis
Frank Keany est l'ingénieur en chef d'une mine d'uranium située au  Nouveau-Mexique et dont la propriétaire est une femme, Moira Warden. Celle-ci suspecte son ex-mari de vouloir reprendre possession de la mine. Elle demande aux hommes de s'armer. Divers incidents surviennent, dont le meurtre d'un mineur.

## Fiche technique
- Titre : La Soupe à la grimace
- Réalisation : Jean Sacha
- Scénario et dialogues : Jacques Berland, d'après le roman de Terry Stewart[1]
- Décors : Louis Le Barbenchon
- Photographie : Marcel Weiss
- Montage : Paulette Robert
- Son : Norbert Gernolle
- Musique : Jean Wiener
- Société de production : Société Générale de Gestion Cinématographique (S.G.C.C.)
- Pays de production :  France
- Format : Noir et blanc — 35 mm — 1.37:1 — Son : Mono
- Genre : Drame
- Durée : 90 minutes
- Visa n° 15562 délivré le 13 décembre 1954
- Dates de sortie : 
  - France : 20 décembre 1954

## Distribution
- Georges Marchal : Frank Keany
- Maria Mauban : Moïra Worden
- Dominique Wilms : Ingrid
- Noël Roquevert : Donegal Reed
- Christiane Lénier : Careen
- Grégoire Aslan : Karl Worden
- Maurice Teynac : Dr. Curtiss
- Jean-Jacques Delbo : Godby
- Jérôme Goulven : Le lieutenant
- Jacques Denoël : Le journaliste
- Serge Nadaud : Le docteur